# Feira do Riso
Feira do Riso é um programa de televisão brasileiro do gênero humorístico exibido as terças e quintas pela RedeTV!. Tem como cenário uma feira livre onde passavam os personagens da atração. O programa foi duramente criticado por ser considerado uma versão mais "light" de programas como A Praça É Nossa e Zorra Total. Ele estreou no dia 20 de novembro de 2012 e teve seu cancelamento em 26 de junho de 2013.

## História
Pelo cenário do programa, que era exibido sempre às terças-feiras, passaram diversos personagens. Em uma entrevista, Eddy Gomes disse que os personagens não ficavam mais que meia hora, renovando o quadro. Ele ainda acrescentou que o programa A Praça É Nossa é um estilo seguido pelo programa sendo parecido no humor fazendo com que dez personagens passem por capítulo. Quase sua totalidade veio do extinto Show do Tom da Rede Record. Inicialmente o programa tinha apenas a edição na terça-feira que em março de 2013 ganhou uma edição no sábado para competir com o Zorra Total. E logo na outra semana a atração ganhou uma edição as terças antecedendo a estreia do Sob Medida.

### Cancelamento
No dia 26 de junho de 2013 a RedeTV! anunciou o término da Feira do Riso. Confirmada pela assessoria da emissora, todos os humoristas e roteiristas afastadas do cargo. Sua última exibição ocorreu em 9 de janeiro de 2014.

## Elenco

### Elenco principal
| Ator                | Personagem                          |
| ------------------- | ----------------------------------- |
| Tirullipa           | Vários                              |
| Anna Markun         | Bianca Blum, Mano Paulista e outros |
| Karla Karenina      | Meirinha Nordestina                 |
| Tânia Oliveira      | Mariellen e outros                  |
| Aline Serrano       | Vários                              |
| Silvio Toledo       | Vários                              |
| Járdeson Cavalcante | Tilma Roscovo e outros              |
| Anderson Justus     | Vários                              |
| Cleber Colombo      | Vários                              |
| Ângelo Cruel        | Vários                              |
| Gleidson Bombado    | Vários                              |
| Aline Serrano       | Carmita                             |
| Camila Navarro      | Alicinha, Dona Pura e outros        |
| Elen Pinheiro       | Vários                              |
| Carla Pagani        | Vários                              |
| Renata Takahashi    | Vários                              |
| Murillo Flores      | Diego Varejon e outros              |
| Alvaro Thuler       | Feirante                            |
| Carol Rios          | Vários                              |
| Gabriel Manetti     | Vários                              |
| Marco Minetto       | Feirante e outros                   |
| Maureen Miranda     | Vários                              |
| Douglas Miyazato    | Vários                              |
| Arleno Farias       | Vários                              |

## Audiência
A estreia do programa atingiu 3 pontos de média com picos de 5 mas a média caiu em 2013 fechando com média de 1 ponto.